# John Gustavsen
John Gustav Gustavsen, född 29 maj 1943 i Porsanger, är en norsk-samisk författare och journalist.
John Gustavsen växte upp i Nordkap och är bosatt i Tromsø.